# Turismo en Papúa Nueva Guinea
El turismo en Papúa Nueva Guinea es una industria incipiente, pero hay atracciones para el visitante potencial que incluyen cultura, mercados, festivales, buceo, surf, senderismo, pesca y la flora y fauna únicas. Papúa Nueva Guinea recibe un número cada vez mayor de visitantes cada año, con aproximadamente 184.000 llegadas internacionales en el año 2015.

## Historia
En abril de 1883, James Burns y Robert Philp comenzaron una sociedad comercial, originalmente denominada "Burns Philp & Company Limited". Fueron la primera empresa en ofrecer turismo a la isla de Nueva Guinea, en el año 1884, anunciando el 'Viaje de Excursión a Nueva Guinea'. Este consistió en un viaje de cinco semanas desde Thursday Island y ha sido descrito como el "comienzo oficial de los cruceros turísticos en el Pacífico Sur". Posteriormente, la empresa publicó un libro titulado Picturesque Travel.
En el año 1914, el Departamento de Turismo de Burns Philp se estableció en giras publicitarias en Lord Howe y Norfolk Island. La adquisición del Hotel Port Moresby se produjo en el mismo año, y el Hotel Papua fue adquirido algunos años después. Burns Philp "mantuvo un casi monopolio de los servicios de pasajeros a Melanesia hasta el estallido de la guerra en el Pacífico". La guerra vio al gobierno británico hacerse cargo de parte de la flota de Burns Philp y el barco Macdui se hundió en Port Moresby en 1942 como su primer viaje como transporte de tropas.

## Atracciones

### Cultura
La cultura de Papúa Nueva Guinea es muy diversa, como lo implica la existencia de más de 800 idiomas en el país 8es el país con más idiomas en el mundo). Los estilos de expresión cultural (talla, danza, canto, ornamentación, arquitectura y más) varían mucho en todo el país.

### Festivales

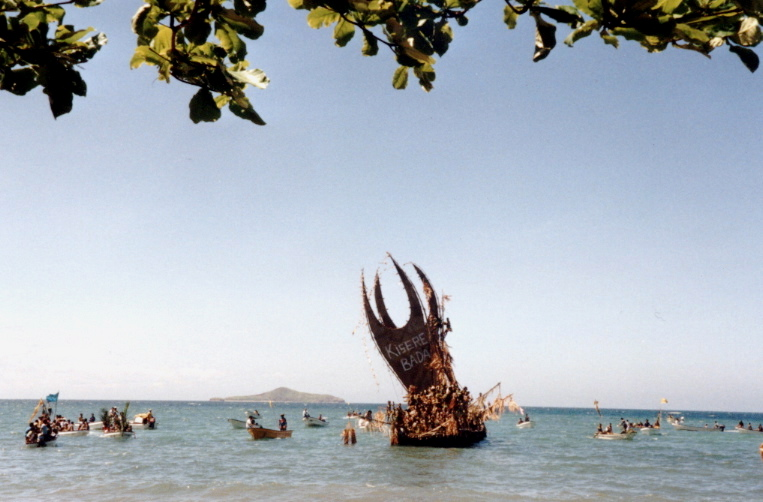
Festival de Hiri Moale

Los festivales públicos que están abiertos a los turistas incluyen el Festival del Café en Goroka (mayo), el Festival Nacional de Máscaras en Rabaul (julio), Mt Hagen Show (agosto), Goroka Show (septiembre), el Festival Hiri Moale en Port Moresby (septiembre), Morobe Show en Lae (octubre), Kundu & Canoe Festival en Alotau (noviembre).

### Mercados
Los mercados son una gran atracción para los turistas. Junto con los alimentos locales, a menudo se exhiben artesanías y artesanías que se pueden comprar a precios razonables. Algunos de los artículos que se exhiben son tallas y abalorios tradicionales, pinturas tradicionales y contemporáneas sobre lienzos, cestas y bandejas de servicio de tejido tradicional. Los mercados más grandes, más orientados al turismo, se celebran generalmente una vez al mes en las ciudades más grandes.

### Buceo
PNG es posiblemente uno de los mejores destinos de buceo del mundo, ya que tiene uno de los sistemas de arrecifes de coral más saludables del planeta. Además de una gran cantidad de sitios de arrecifes, también hay numerosos barcos y aviones naufragados de la Segunda Guerra Mundial, que brindan una gran cantidad de oportunidades para bucear en naufragios. Algunos de los mejores lugares para bucear se encuentran en West New Britain (incluida la bahía de Kimbe), Kavieng, Madang, Alotau, Tufi y East New Britain (incluido Rabaul). La capital, Port Moresby, también ofrece un excelente buceo.
Se puede acceder fácilmente a muchos de los lugares de buceo en un bote de excursión de un día, y existen muchos sitios más lejos en los que se puede bucear desde uno de los muchos liveaboards que se ofrecen a nivel local.

### Surf
Se puede practicar surf durante todo el año. El lado sur de PNG incluye lugares como la playa de Hula (100 km de Port Moresby), Milne Bay, Bougainville y East New Britain, que se pueden surfear desde junio hasta septiembre. En el norte de PNG, la temporada de surf es desde mediados de octubre hasta finales de abril. Hay excelentes lugares para surfear que incluyen Madang, Wewak y Kavieng, con las mejores y más consistentes olas que se encuentran en Vanimo.

### Senderismo de montaña
El sendero para caminar más famoso de Papúa Nueva Guinea es Kokoda Track, el sitio de una famosa batalla de la Segunda Guerra Mundial entre Australia y Japón. Otra caminata popular es escalar el monte Wilhelm, la montaña más alta de Papúa Nueva Guinea. Hay muchos más senderos para caminar, incluidos los muy accidentados Bulldog y Black Cat Tracks.

## Seguridad
Muchos países han emitido advertencias de viaje a sus ciudadanos que desean visitar Papúa Nueva Guinea, debido a su alto nivel de delitos violentos, los lentos tiempos de respuesta de la policía y el deficiente historial de derechos humanos en el país.
Los ciudadanos extranjeros en Papúa Nueva Guinea se han convertido en objetivos tentadores para los delincuentes, especialmente aquellos que visitan países más ricos tienen más probabilidades de convertirse en víctimas de la violencia y el crimen. Por lo general, los países de origen recomiendan a los viajeros que busquen información actualizada sobre la situación actual antes de viajar y que viajen solo con operadores turísticos calificados y experimentados con un amplio conocimiento de Papúa Nueva Guinea y sus costumbres locales. En general, las agencias de viajes recomiendan que nunca viaje solo o de noche en Papúa Nueva Guinea. El uso de empresas de seguridad privada está disponible para contratar a turistas mientras están en Papúa Nueva Guinea, así como otros servicios de protección de seguridad.

## Transporte
El transporte en Papua Nueva Guinea está en muchos casos muy limitado por el terreno montañoso. La capital, Port Moresby, no está conectada por carretera con ninguna de las otras ciudades importantes del país, y a muchas aldeas de las tierras altas solo se puede llegar en avioneta o caminando.